# 方星海

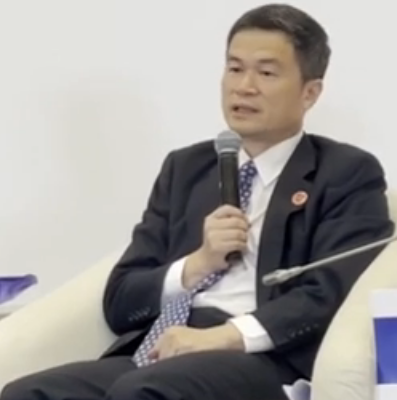
2022年于博鳌亚洲论坛上发言

方星海（1964年5月—），浙江乐清人，中华人民共和国政治人物。1993年7月参加工作，中共党员。

## 生平
方星海是乐清县芙蓉镇前垟村人，父亲是军人，母亲在芙蓉镇前垟小学任教。他小时候住在芙蓉镇，就读于芙蓉镇第一小学。14岁时，他随父母搬家到上海市，入沙泾中学（今虹口区教育学院附属中学）读书，后来到复旦大学附属中学读高中。1981年，他考入清华大学经济系（1984年成立经济管理学院）管理信息系统专业。1985年，方星海获得邹至庄经济学留学计划资助，是此计划该年仅有的两名本科生之一。1986年，他从清华大学毕业，进入美国匹兹堡大学学习。一年后申请到斯坦福大学的奖学金，转校攻读经济学博士，师从诺贝尔经济学奖获得者、时任美国总统经济顾问委员会主席的约瑟夫·斯蒂格利茨。1993年，方星海博士毕业，供职于世界银行，担任世界银行华盛顿总部经济学家、投资官员。
1998年8月，受时任建行行长的周小川邀请，回国任中国建设银行集团协调委员会办公室主管。2000年，加入银河证券，担任银河证券管理委员会成员兼秘书长。2001年7月，起任上海证券交易所总经理助理、副总经理、党委委员。2005年12月，任上海市金融服务办公室副主任，2007年10月，任主任。2013年9月，任中央财经领导小组办公室经济一组巡视员。2014年6月，任中央财经领导小组办公室经济四局局长。2015年10月至2024年7月，任中国证券监督管理委员会副主席。